# محمد حمود السلال
محمد حمود السلال هو شاعر يمني. ولد عام 1975 في مدينة صنعاء. تلقى تعليمه في مسقط رأسه. بدأ كتابة الشعر منذ عام 1998. صُدرت له ثلاثة دوواين شعرية.

## أعماله
- أجراس الحب (ديوان شعر، صدر 2003).
- مرايا الأشواق (ديوان شعر، 2005).
- قال المعنى (ديوان شعر).